# 新納忠清
新納 忠清（にいろ ただきよ）は、江戸時代前期の武将。薩摩藩士。

## 略歴
文禄4年（1595年）、新納忠増の長男として誕生。
父・忠増の兄・忠堯が天正11年（1583年）に30歳で討ち死にし、その嫡子・忠光も慶長8年（1603年）に早世したため、忠光の娘婿としてその家督を継いだ。
寛永の始め頃に高奉行並びに、本城の地頭に任じられた。また寛永5年（1628年）には、祖父・新納忠元も地頭を務めていた大口地頭に任じられ、27年間務め上げる。寛永14年（1637年）の島原の乱には大口勢を率いて出陣、2月28日の決戦の際は原城内に乗り込み軍功を上げた。
承応3年（1654年）、死去。享年60。殉死禁止令下ながら、殉死者が3名出ている。